# Cyrtocarpa procera
El chupandío, chupandillo o coco de cerro (Cyrtocarpa procera) es un árbol endémico de México que pertenece a la familia de las anacardiáceas. Llega a medir de cinco a siete metros de altura con un tronco robusto, grueso, de color gris oscuro. Su hojas tienen pétalos pero pueden distinguirse por el color rojo de los estambres. Su fruto es de color amarillo y se le llama chupandía o chupandilla. Su principal hábitat es la región de Tierra Caliente, aunque también distribuye en los estados occidentales y en la región central de México, donde tiene diversos usos, principalmente culinarios y medicinales.  

## Clasificación y descripción
Es un árbol frondoso perteneciente a la familia de las Anacardiáceas. Árbol erecto, hasta 8 m de alto, de corteza escamosa y madera suave, de color púrpura. Hojas compuestas, alternas, pubescentes, 20-30 cm de largo, con 17 folíolos alargados 40-60 mm de largo, enteros. Flores en panículas axilares, 6 cm de largo, 5 pétalos de color blanco, 3 mm de largo. Fruto tipo drupa, carnosos, pubescentes, cuya cáscara es de color amarillo cuando están maduras de 2-3 cm de largo. Su pulpa es agridulce, también de color amarillo y un hueso ovalado de color café, en el interior de éste se encuentra entre una y dos semillas que tiene un sabor parecido al coco, los frutos están cubiertos de pelos. Si no presenta frutos o flores, se puede confundir con algunas especies de Bursera sin corteza exfoliante pero se distingue por su corteza escamosa.
Cyrtocarpa procera fue descrita por Carl Sigismund Kunth y publicado en Nova Genera et Species Plantarum (quarto ed.) 7: 20, pl. 609. 1824.

## Distribución
Originaria de México. En el Valle de Tehuacán, Smith y MacNeish mencionado por Casas y Caballero. Coinciden que la chupandía (Cyrtocarpa procera), el aguacate y el chile, son especies que se domesticaron desde hace aproximadamente 8000 años. Posiblemente esta es una de la razones por lo que se considera originaria de México. Actualmente se localiza principalmente en los estados de Colima, Durango, Guerrero, Jalisco, México, Michoacán, Morelos, Nayarit, Oaxaca y Puebla.

## Hábitat
Los chupandíos, crecen en las zonas de tierra caliente, entre los 1200 y 1500 metros de altitud. Habita en climas cálido, semicálido, semiseco y templado. Planta silvestre, asociado a bosques tropicales caducifolio y subcaducifolio, bosque espinoso, bosque mesófilo de montaña, bosques de encino y de pino.
Los chupandíos y por ende la chupandía, crecen en las zonas de tierra caliente, entre los 1200 y 1500 metros de altitud. Es común encontrarlos en:
- Las copaleras, zonas donde abundan las especies copales (Bursera spp.)
- Las casahuateras, donde abundan los casahuates  (Ipomea arborecens)
- Las cubateras, donde hay cubatas (Acacia spp.)
- Las huizacheras (Vachellia farnesiana)
- Las barrancas (vegetación riparia)

## Conservación
Aunque existen evidencias, que la chupandía fue uno de los primeros frutos que fueron utilizados por nuestros antepasados, su cultivo no ha prosperado y solo se le encuentra de forma silvestre, o cultivada pero a nivel de traspatio y en orillas de pequeñas áreas agrícolas. No es una especie que se encuentre en peligro de extinción de cuerdo a la norma 059 de la SEMARNAT en México.

## Nombres comunes
- Chupandía
- Chupandilla
- Coco de cerro
- Coco de marrano
- Copalxócotl (náhuatl)
- Baricoca
- Chocote
- Chucum-pum
- Chucumpum
- Chucumpun[7]

## Municipios productores
En el estado de Puebla, los municipios productores de chupandía son: Francisco Z. Mena, Pantepec, Venustiano Carranza, Jalpan, Tlaxco, Tlacuilotepec, Zihuateutla, Xicotepec, Zacapala, Tepexi, Molcaxac, Juan N. Méndez,  Coyotepec, Ahuatempan, Huatlatlauca, Caltepec. También se encuentra en los estados de Michoacán, Nayarit, Veracruz. 

## Temporada
Las flores comienzan a brotar en abril y mayo, posteriormente se producen los frutos, los cuales maduran entre agosto y septiembre. Los frutos son consumidos como fruta de tiempo.

## Principales usos
Consumo en fresco o seco, fruto tierno hervido, agua fresca, mermelada, licor, en almíbar, postres, pasteles, galletas, dulces, en conserva, nieves y paletas.

## Propiedades
En el siglo XVI, Francisco Hernández de Toledo relata: "el fruto es muy astringente y destila una baba sumamente glutinosa; esta, untada, cura las fiebres, se administra contra las disenterías y las diarreas. 
Para el siglo XX, Maximino Martínez la menciona como eficaz contra la lepra.  Se usa comúnmente para resolver trastornos del aparato digestivo, tales como diarrea rebelde y disentería. 
La corteza es la parte de la planta que más se utiliza. Preparada en cocimiento junto con cuachalalate (Amphipterygium adstringens) se emplea para lavar heridas y llagas, y para lograr una cicatrización más rápida; administrada por vía oral, se usa para quitar el dolor de cintura. 
Se recomienda masticarla para curar el dolor de muelas y la tos. También se refiere útil para bajar la fiebre y contra la lepra. Se le atribuyen propiedades afrodisíacas y astringentes.

## Nombres alternos
La chupandía recibe otros nombres, que varían de acuerdo a la región donde se encuentra por ejemplo:
- Chupandía (Pue)
- Baricoca, copalcocote, chucumpum (Gro)
- Machocote, maxcocote, palo de chupandía (Oax)
- Coco de cerro (Alto Balsas).[9]